# Список астероїдів (26101—26200)
| Назва                                 | Тимчасове позначення | Дата відкриття    | Місце відкриття                | Відкривач                      |
| ------------------------------------- | -------------------- | ----------------- | ------------------------------ | ------------------------------ |
| (26101) 1990 QQ6                      | 1990 QQ6             | 20 серпня 1990    | Обсерваторія Ла-Сілья          | Ерік Вальтер Ельст             |
| (26102) 1990 QA9                      | 1990 QA9             | 16 серпня 1990    | Обсерваторія Ла-Сілья          | Ерік Вальтер Ельст             |
| (26103) 1990 SC3                      | 1990 SC3             | 18 вересня 1990   | Паломарська обсерваторія       | Генрі Гольт                    |
| (26104) 1990 VV1                      | 1990 VV1             | 11 листопада 1990 | Обсерваторія Кітамі            | Кін Ендате, Кадзуро Ватанабе   |
| (26105) 1990 VH5                      | 1990 VH5             | 15 листопада 1990 | Обсерваторія Ла-Сілья          | Ерік Вальтер Ельст             |
| (26106) 1990 WJ2                      | 1990 WJ2             | 18 листопада 1990 | Обсерваторія Ла-Сілья          | Ерік Вальтер Ельст             |
| (26107) 1991 GZ5                      | 1991 GZ5             | 8 квітня 1991     | Обсерваторія Ла-Сілья          | Ерік Вальтер Ельст             |
| (26108) 1991 LF2                      | 1991 LF2             | 6 червня 1991     | Обсерваторія Ла-Сілья          | Ерік Вальтер Ельст             |
| (26109) 1991 LJ3                      | 1991 LJ3             | 6 червня 1991     | Обсерваторія Ла-Сілья          | Ерік Вальтер Ельст             |
| (26110) 1991 NK4                      | 1991 NK4             | 8 липня 1991      | Обсерваторія Ла-Сілья          | Анрі Дебеонь                   |
| (26111) 1991 OV                       | 1991 OV              | 18 липня 1991     | Паломарська обсерваторія       | Генрі Гольт                    |
| (26112) 1991 PG18                     | 1991 PG18            | 8 серпня 1991     | Паломарська обсерваторія       | Генрі Гольт                    |
| (26113) 1991 PL18                     | 1991 PL18            | 8 серпня 1991     | Паломарська обсерваторія       | Генрі Гольт                    |
| (26114) 1991 QG                       | 1991 QG              | 31 серпня 1991    | Обсерваторія Кійосато          | Сатору Отомо                   |
| (26115) 1991 RG17                     | 1991 RG17            | 15 вересня 1991   | Паломарська обсерваторія       | Генрі Гольт                    |
| (26116) 1991 RW17                     | 1991 RW17            | 13 вересня 1991   | Паломарська обсерваторія       | Генрі Гольт                    |
| (26117) 1991 RX21                     | 1991 RX21            | 11 вересня 1991   | Паломарська обсерваторія       | Генрі Гольт                    |
| (26118) 1991 TH                       | 1991 TH              | 1 жовтня 1991     | Обсерваторія Сайдинг-Спрінг    | Роберт Макнот                  |
| 26119 Дуден (Duden)                   | 1991 TN7             | 7 жовтня 1991     | Обсерваторія Карла Шварцшильда | Ф. Бернґен                     |
| (26120) 1991 VZ2                      | 1991 VZ2             | 5 листопада 1991  | Обсерваторія Дінік             | Ацуші Суґіе                    |
| (26121) 1992 BX                       | 1992 BX              | 28 січня 1992     | Обсерваторія Кушіро            | Сейджі Уеда, Хіроші Канеда     |
| 26122 Antonysutton                    | 1992 CS2             | 2 лютого 1992     | Обсерваторія Ла-Сілья          | Ерік Вальтер Ельст             |
| (26123) 1992 OK                       | 1992 OK              | 29 липня 1992     | Обсерваторія Ґейсей            | Тсутому Секі                   |
| (26124) 1992 PG2                      | 1992 PG2             | 2 серпня 1992     | Паломарська обсерваторія       | Генрі Гольт                    |
| (26125) 1992 RG                       | 1992 RG              | 3 вересня 1992    | Обсерваторія Кійосато          | Сатору Отомо                   |
| (26126) 1992 RD2                      | 1992 RD2             | 2 вересня 1992    | Обсерваторія Ла-Сілья          | Ерік Вальтер Ельст             |
| 26127 Otakasakajyo                    | 1993 BL2             | 19 січня 1993     | Обсерваторія Ґейсей            | Тсутому Секі                   |
| (26128) 1993 BO10                     | 1993 BO10            | 22 січня 1993     | Обсерваторія Кітт-Пік          | Spacewatch                     |
| (26129) 1993 DK                       | 1993 DK              | 19 лютого 1993    | Обсерваторія Ніхондайра        | Такеші Урата                   |
| (26130) 1993 FQ11                     | 1993 FQ11            | 17 березня 1993   | Обсерваторія Ла-Сілья          | UESAC                          |
| (26131) 1993 FE20                     | 1993 FE20            | 17 березня 1993   | Обсерваторія Ла-Сілья          | UESAC                          |
| (26132) 1993 FF24                     | 1993 FF24            | 21 березня 1993   | Обсерваторія Ла-Сілья          | UESAC                          |
| (26133) 1993 FS26                     | 1993 FS26            | 21 березня 1993   | Обсерваторія Ла-Сілья          | UESAC                          |
| (26134) 1993 FY34                     | 1993 FY34            | 19 березня 1993   | Обсерваторія Ла-Сілья          | UESAC                          |
| (26135) 1993 GL1                      | 1993 GL1             | 12 квітня 1993    | Обсерваторія Ла-Сілья          | Анрі Дебеонь                   |
| (26136) 1993 OK7                      | 1993 OK7             | 20 липня 1993     | Обсерваторія Ла-Сілья          | Ерік Вальтер Ельст             |
| (26137) 1993 QV1                      | 1993 QV1             | 16 серпня 1993    | Коссоль                        | Ерік Вальтер Ельст             |
| (26138) 1993 TK25                     | 1993 TK25            | 9 жовтня 1993     | Обсерваторія Ла-Сілья          | Ерік Вальтер Ельст             |
| (26139) 1993 TK32                     | 1993 TK32            | 9 жовтня 1993     | Обсерваторія Ла-Сілья          | Ерік Вальтер Ельст             |
| (26140) 1994 CX10                     | 1994 CX10            | 7 лютого 1994     | Обсерваторія Ла-Сілья          | Ерік Вальтер Ельст             |
| (26141) 1994 GR2                      | 1994 GR2             | 5 квітня 1994     | Обсерваторія Кітт-Пік          | Spacewatch                     |
| (26142) 1994 PL1                      | 1994 PL1             | 3 серпня 1994     | Обсерваторія Сайдинг-Спрінг    | Роберт Макнот                  |
| (26143) 1994 PF5                      | 1994 PF5             | 10 серпня 1994    | Обсерваторія Ла-Сілья          | Ерік Вальтер Ельст             |
| (26144) 1994 PG7                      | 1994 PG7             | 10 серпня 1994    | Обсерваторія Ла-Сілья          | Ерік Вальтер Ельст             |
| (26145) 1994 PG18                     | 1994 PG18            | 12 серпня 1994    | Обсерваторія Ла-Сілья          | Ерік Вальтер Ельст             |
| (26146) 1994 PF27                     | 1994 PF27            | 12 серпня 1994    | Обсерваторія Ла-Сілья          | Ерік Вальтер Ельст             |
| (26147) 1994 PS32                     | 1994 PS32            | 12 серпня 1994    | Обсерваторія Ла-Сілья          | Ерік Вальтер Ельст             |
| (26148) 1994 PN37                     | 1994 PN37            | 10 серпня 1994    | Обсерваторія Ла-Сілья          | Ерік Вальтер Ельст             |
| (26149) 1994 PU37                     | 1994 PU37            | 10 серпня 1994    | Обсерваторія Ла-Сілья          | Ерік Вальтер Ельст             |
| (26150) 1994 RW11                     | 1994 RW11            | 4 вересня 1994    | Паломарська обсерваторія       | Е. Гелін                       |
| 26151 Irinokaigan                     | 1994 TT3             | 2 жовтня 1994     | Обсерваторія Ґейсей            | Тсутому Секі                   |
| (26152) 1994 UF                       | 1994 UF              | 24 жовтня 1994    | Обсерваторія Сайдинг-Спрінг    | Роберт Макнот                  |
| (26153) 1994 UY                       | 1994 UY              | 31 жовтня 1994    | Обсерваторія Наті-Кацуура      | Йошісада Шімідзу, Такеші Урата |
| (26154) 1994 VF1                      | 1994 VF1             | 4 листопада 1994  | Обсерваторія Оїдзумі           | Такао Кобаяші                  |
| (26155) 1994 VL7                      | 1994 VL7             | 8 листопада 1994  | Обсерваторія Кійосато          | Сатору Отомо                   |
| (26156) 1994 WT                       | 1994 WT              | 25 листопада 1994 | Обсерваторія Оїдзумі           | Такао Кобаяші                  |
| (26157) 1994 WA1                      | 1994 WA1             | 25 листопада 1994 | Обсерваторія Оїдзумі           | Такао Кобаяші                  |
| (26158) 1994 WH1                      | 1994 WH1             | 27 листопада 1994 | Обсерваторія Оїдзумі           | Такао Кобаяші                  |
| (26159) 1994 WN3                      | 1994 WN3             | 28 листопада 1994 | Обсерваторія Кушіро            | Сейджі Уеда, Хіроші Канеда     |
| (26160) 1994 XR4                      | 1994 XR4             | 9 грудня 1994     | Обсерваторія Оїдзумі           | Такао Кобаяші                  |
| (26161) 1995 BY2                      | 1995 BY2             | 27 січня 1995     | Обсерваторія Кійосато          | Сатору Отомо                   |
| (26162) 1995 BB14                     | 1995 BB14            | 31 січня 1995     | Обсерваторія Кітт-Пік          | Spacewatch                     |
| (26163) 1995 DW                       | 1995 DW              | 20 лютого 1995    | Обсерваторія Оїдзумі           | Такао Кобаяші                  |
| (26164) 1995 FK4                      | 1995 FK4             | 23 березня 1995   | Обсерваторія Кітт-Пік          | Spacewatch                     |
| (26165) 1995 FJ6                      | 1995 FJ6             | 23 березня 1995   | Обсерваторія Кітт-Пік          | Spacewatch                     |
| (26166) 1995 QN3                      | 1995 QN3             | 31 серпня 1995    | Обсерваторія Кітт-Пік          | Spacewatch                     |
| (26167) 1995 SA1                      | 1995 SA1             | 18 вересня 1995   | Огляд Каталіна                 | Тімоті Спар                    |
| 26168 Канайкійотака (Kanaikiyotaka)   | 1995 WT8             | 24 листопада 1995 | Обсерваторія Одзіма            | Тсунео Ніїдзіма                |
| 26169 Ісікавакійосі (Ishikawakiyoshi) | 1995 YY              | 21 грудня 1995    | Обсерваторія Оїдзумі           | Такао Кобаяші                  |
| 26170 Кадзухіко (Kazuhiko)            | 1996 BH2             | 24 січня 1996     | Обсерваторія Одзіма            | Тсунео Ніїдзіма                |
| (26171) 1996 BY2                      | 1996 BY2             | 17 січня 1996     | Обсерваторія Кітамі            | Кін Ендате, Кадзуро Ватанабе   |
| (26172) 1996 BV5                      | 1996 BV5             | 18 січня 1996     | Обсерваторія Кітт-Пік          | Spacewatch                     |
| (26173) 1996 DQ2                      | 1996 DQ2             | 23 лютого 1996    | Обсерваторія Оїдзумі           | Такао Кобаяші                  |
| (26174) 1996 EP1                      | 1996 EP1             | 15 березня 1996   | Обсерваторія Галеакала         | NEAT                           |
| (26175) 1996 EZ15                     | 1996 EZ15            | 13 березня 1996   | Обсерваторія Кітт-Пік          | Spacewatch                     |
| (26176) 1996 GD2                      | 1996 GD2             | 15 квітня 1996    | Обсерваторія Галеакала         | AMOS                           |
| 26177 Фабіодолфі (Fabiodolfi)         | 1996 GN2             | 12 квітня 1996    | Обсерваторія Пістоїєзе         | Лучано Тезі, Андреа Боаттіні   |
| (26178) 1996 GV2                      | 1996 GV2             | 11 квітня 1996    | Станція Сінлун                 | SCAP                           |
| (26179) 1996 GL3                      | 1996 GL3             | 9 квітня 1996     | Обсерваторія Кітт-Пік          | Spacewatch                     |
| (26180) 1996 GS9                      | 1996 GS9             | 13 квітня 1996    | Обсерваторія Кітт-Пік          | Spacewatch                     |
| (26181) 1996 GQ21                     | 1996 GQ21            | 12 квітня 1996    | Обсерваторія Кітт-Пік          | Нікол Данзл                    |
| (26182) 1996 HW8                      | 1996 HW8             | 17 квітня 1996    | Обсерваторія Ла-Сілья          | Ерік Вальтер Ельст             |
| (26183) 1996 HG15                     | 1996 HG15            | 17 квітня 1996    | Обсерваторія Ла-Сілья          | Ерік Вальтер Ельст             |
| (26184) 1996 HC25                     | 1996 HC25            | 20 квітня 1996    | Обсерваторія Ла-Сілья          | Ерік Вальтер Ельст             |
| (26185) 1996 NG                       | 1996 NG              | 14 липня 1996     | Обсерваторія Галеакала         | NEAT                           |
| (26186) 1996 SJ3                      | 1996 SJ3             | 20 вересня 1996   | Обсерваторія Кітт-Пік          | Spacewatch                     |
| (26187) 1996 XA27                     | 1996 XA27            | 12 грудня 1996    | Станція Сінлун                 | SCAP                           |
| (26188) 1996 YE2                      | 1996 YE2             | 22 грудня 1996    | Станція Сінлун                 | SCAP                           |
| (26189) 1997 AX12                     | 1997 AX12            | 10 січня 1997     | Обсерваторія Оїдзумі           | Такао Кобаяші                  |
| (26190) 1997 BG3                      | 1997 BG3             | 30 січня 1997     | Обсерваторія Оїдзумі           | Такао Кобаяші                  |
| (26191) 1997 CZ2                      | 1997 CZ2             | 3 лютого 1997     | Обсерваторія Оїдзумі           | Такао Кобаяші                  |
| (26192) 1997 CH16                     | 1997 CH16            | 6 лютого 1997     | Обсерваторія Кітт-Пік          | Spacewatch                     |
| (26193) 1997 CL20                     | 1997 CL20            | 12 лютого 1997    | Обсерваторія Оїдзумі           | Такао Кобаяші                  |
| 26194 Chasolivier                     | 1997 CO26            | 10 лютого 1997    | Обсерваторія Кітт-Пік          | Spacewatch                     |
| 26195 Черноглавек (Cernohlavek)       | 1997 EN              | 1 березня 1997    | Обсерваторія Ондржейов         | Петр Правец                    |
| (26196) 1997 EF46                     | 1997 EF46            | 9 березня 1997    | Станція Сінлун                 | SCAP                           |
| 26197 Борміо (Bormio)                 | 1997 FN1             | 31 березня 1997   | Сормано                        | Франческо Манка, Пієро Сіколі  |
| (26198) 1997 GJ13                     | 1997 GJ13            | 3 квітня 1997     | Сокорро (Нью-Мексико)          | LINEAR                         |
| 26199 Aileenperry                     | 1997 GP13            | 3 квітня 1997     | Сокорро (Нью-Мексико)          | LINEAR                         |
| 26200 Van Doren                       | 1997 GF17            | 3 квітня 1997     | Сокорро (Нью-Мексико)          | LINEAR                         |

| ← Астероїди 20001—30000 → |             |             |             |             |             |             |             |             |             |
| 20001—20100               | 21001—21100 | 22001—22100 | 23001—23100 | 24001—24100 | 25001—25100 | 26001—26100 | 27001—27100 | 28001—28100 | 29001—29100 |
| 20101—20200               | 21101—21200 | 22101—22200 | 23101—23200 | 24101—24200 | 25101—25200 | 26101—26200 | 27101—27200 | 28101—28200 | 29101—29200 |
| 20201—20300               | 21201—21300 | 22201—22300 | 23201—23300 | 24201—24300 | 25201—25300 | 26201—26300 | 27201—27300 | 28201—28300 | 29201—29300 |
| 20301—20400               | 21301—21400 | 22301—22400 | 23301—23400 | 24301—24400 | 25301—25400 | 26301—26400 | 27301—27400 | 28301—28400 | 29301—29400 |
| 20401—20500               | 21401—21500 | 22401—22500 | 23401—23500 | 24401—24500 | 25401—25500 | 26401—26500 | 27401—27500 | 28401—28500 | 29401—29500 |
| 20501—20600               | 21501—21600 | 22501—22600 | 23501—23600 | 24501—24600 | 25501—25600 | 26501—26600 | 27501—27600 | 28501—28600 | 29501—29600 |
| 20601—20700               | 21601—21700 | 22601—22700 | 23601—23700 | 24601—24700 | 25601—25700 | 26601—26700 | 27601—27700 | 28601—28700 | 29601—29700 |
| 20701—20800               | 21701—21800 | 22701—22800 | 23701—23800 | 24701—24800 | 25701—25800 | 26701—26800 | 27701—27800 | 28701—28800 | 29701—29800 |
| 20801—20900               | 21801—21900 | 22801—22900 | 23801—23900 | 24801—24900 | 25801—25900 | 26801—26900 | 27801—27900 | 28801—28900 | 29801—29900 |
| 20901—21000               | 21901—22000 | 22901—23000 | 23901—24000 | 24901—25000 | 25901—26000 | 26901—27000 | 27901—28000 | 28901—29000 | 29901—30000 |